# Cyrk Braci Staniewskich w Warszawie

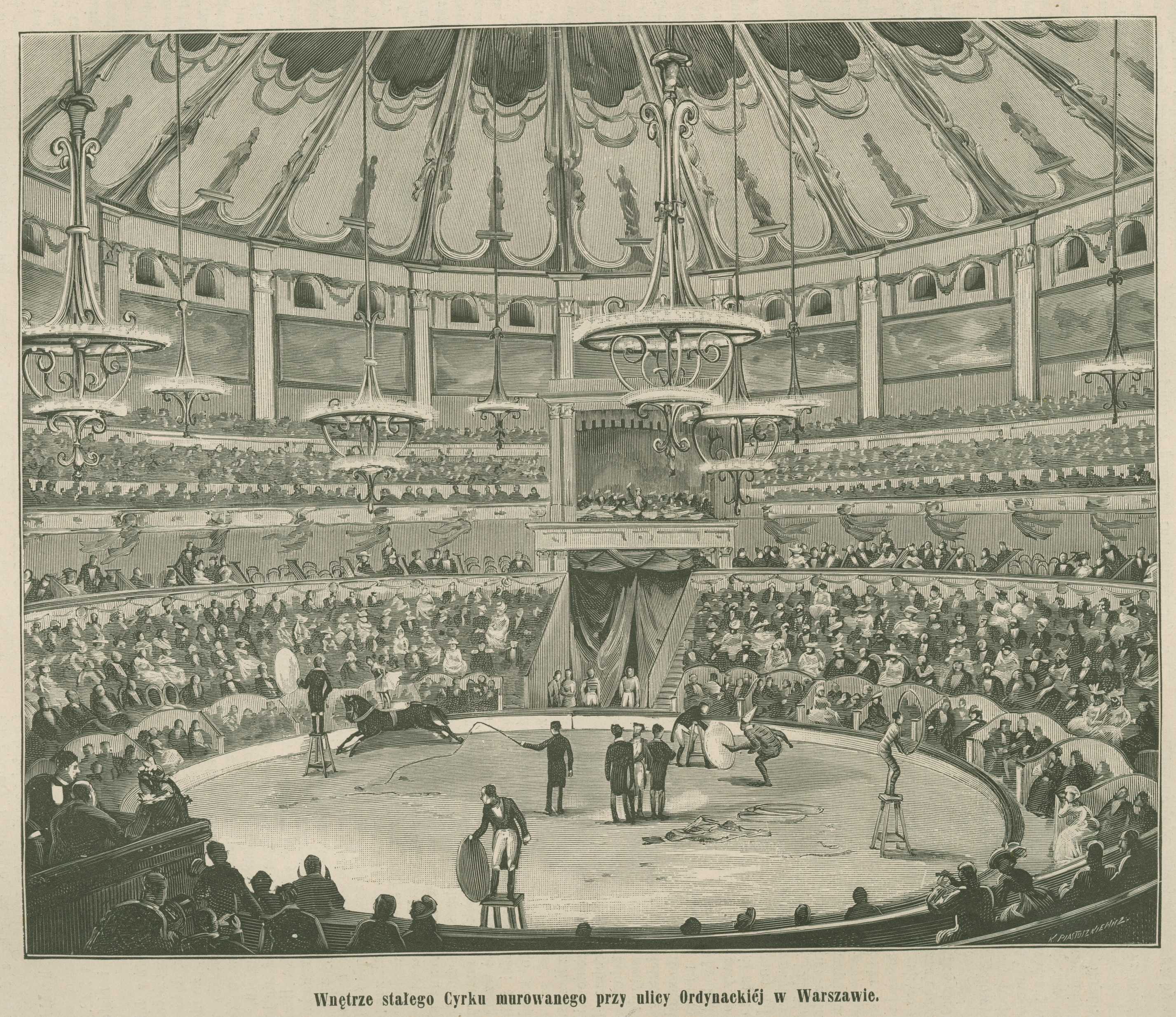
Wnętrzec cyrku na drzeworycie Kazimierza Pistuszkiewicza (1883)

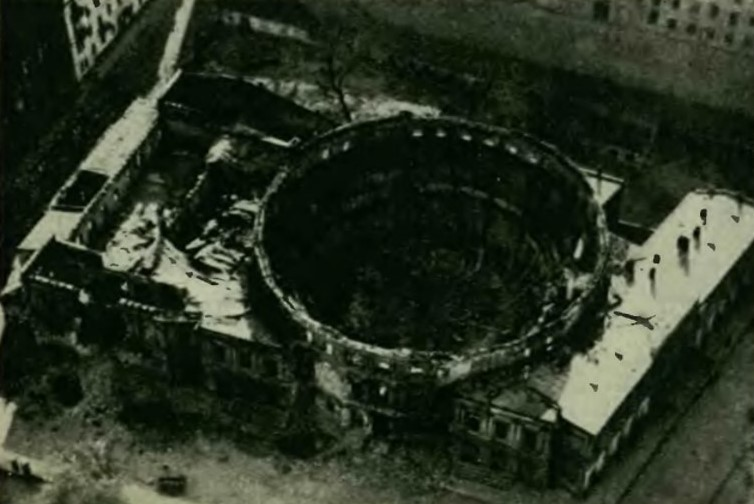
Budynek cyrku zbombardowany przez Luftwaffe we wrześniu 1939 roku

Cyrk Braci Staniewskich – cyrk i murowany budynek cyrku, który znajdował się przy ulicy Ordynackiej 1 róg ulicy Okólnik 2 w Warszawie. Funkcjonował od 1883 do 1939, kiedy został zniszczony w wyniku niemieckiego bombardowania miasta we wrześniu 1939 roku.

## Historia
W 1883 Teodor Ciniselli, do rodziny którego należała sieć cyrków, zbudował w Warszawie na rogu Ordynackiej i Okólnik czteropiętrowy gmach mieszczący największą aż do II wojny światowej halę widowiskową w Warszawie. Był to budynek pierwszego stałego cyrku w mieście. Murowany neorenesansowy gmach projektu Wincentego Rakiewicza spełniał światowe standardy, a jego widownia mogła pomieścić ok. 3000 widzów. Koszty jego budowy wynosiły 180 tysięcy rubli. Arena miała też specjalną konstrukcję, dzięki której można ją było wypełnić wodą. Uroczyste otwarcie obiektu nastąpiło 6 maja 1883. 
Za czasów zaboru rosyjskiego siedziba cyrku gościła również wystawy (m.in. wyrobów metalowych w 1895), a w późniejszym okresie odbywały się dodatkowo walki na arenie; w tym walki zapaśnicze, wprowadzone przez braci Staniewskich. Dużą popularnością cieszyły się starcia polskich zapaśników z rosyjskimi. Występował tam też zapaśnik o pseudonimie „Czarna Maska”. Organizatorzy obiecywali, że atleta zdejmie maskę, jeśli przegra walkę, i w ten sposób przyciągali widzów. Tożsamości zapaśnika nigdy nie odkryto.
W 1929, z powodu bankructwa, cyrk został przejęty przez braci Staniewskich. Przyciągał tłumy głównie z robotniczego Powiśla i Starego Miasta, ale także bardziej zamożną publiczność z Alej Ujazdowskich i Mokotowa.
Pokazy cyrkowe zostały upamiętnione w piosence „Cyrk na Ordynackiej”, ze słowami Henryka Kotarskiego i muzyką Stefana Rembowskiego.
Budynek został częściowo spalony podczas bombardowania Warszawy we wrześniu 1939. Cyrk wznowił działalność w czerwcu 1940 na placyku u zbiegu ulic Kruczej i Mokotowskiej. We wrześniu 1943 przeniósł się na ul. Ząbkowską.
Gmach cyrku został zbombardowany przez Luftwaffe podczas powstania warszawskiego, 6 września 1944 roku, zabijając i raniąc wiele chroniących się tam osób. 
Ruiny budynku rozebrano po wojnie. W latach 1960–1966 wybudowano w tym miejscu siedzibę Państwowej Wyższej Szkoły Muzycznej.